# PGC 213877
LEDA/PGC 213877 ist eine Galaxie im Sternbild Löwe auf der Ekliptik. Sie ist schätzungsweise 172 Millionen Lichtjahre von der Milchstraße entfernt. 

Im selben Himmelsareal befindet sich u. a. die Galaxie NGC 3828 und NGC 3853.